# August Ansorge

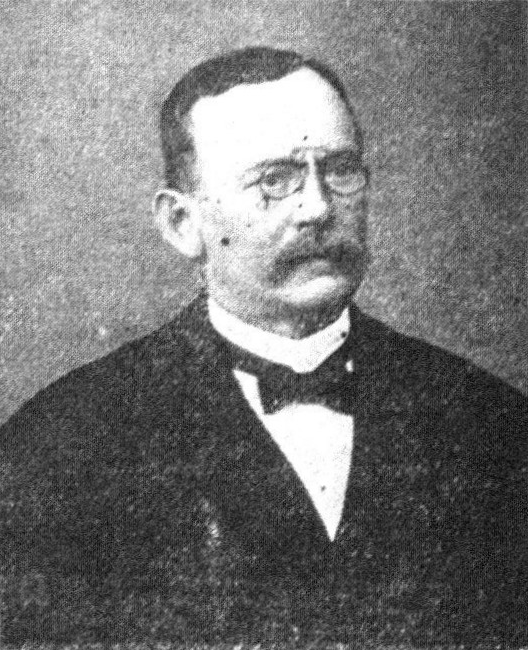
August Ansorge

August Ansorge (* 23. November 1851 in Hermsdorf, Bezirk Braunau; † 2. April 1932 ebenda, Tschechoslowakei) war ein österreichisch-böhmischer Politiker (Deutsche Agrarpartei) und Landwirt. Er war von 1907 bis 1918 Abgeordneter zum Österreichischen Abgeordnetenhaus und von 1918 bis 1919 Mitglied der Provisorischen Nationalversammlung.
Ansorge war nach der Volksschule und mehrjährigem Privatunterricht beruflich als Landwirt tätig. Er wirkte als Mitglied der Bezirksvertretung und war Ausschussmitglied der deutschen Sektion des Landeskulturrates für Böhmen. Zudem engagierte er sich als Mitglied des agrarischen Arbeitsausschusses und war ab 1901 Abgeordneter zum Böhmischen Landtag. Zwischen 1907 und 1918 war er zudem Abgeordneter des Abgeordnetenhauses des Reichsrates, wo er zunächst im Deutschnationalen Verband und ab 1910 in der Gruppe der Deutschen Agrarpartei im Deutschen Nationalverband saß. Zwischen dem 21. Oktober 1918 und dem 16. Februar 1919 war er für den Verband der deutschnationalen Parteien Mitglied der Provisorischen Nationalversammlung.